# Cheilosia rhinoprosopa
Cheilosia rhinoprosopa är en tvåvingeart som beskrevs av Hull och Fluke 1950. Cheilosia rhinoprosopa ingår i släktet örtblomflugor, och familjen blomflugor.
Artens utbredningsområde är New Hampshire. Inga underarter finns listade i Catalogue of Life.